# Cementerio militar francés, Korçë

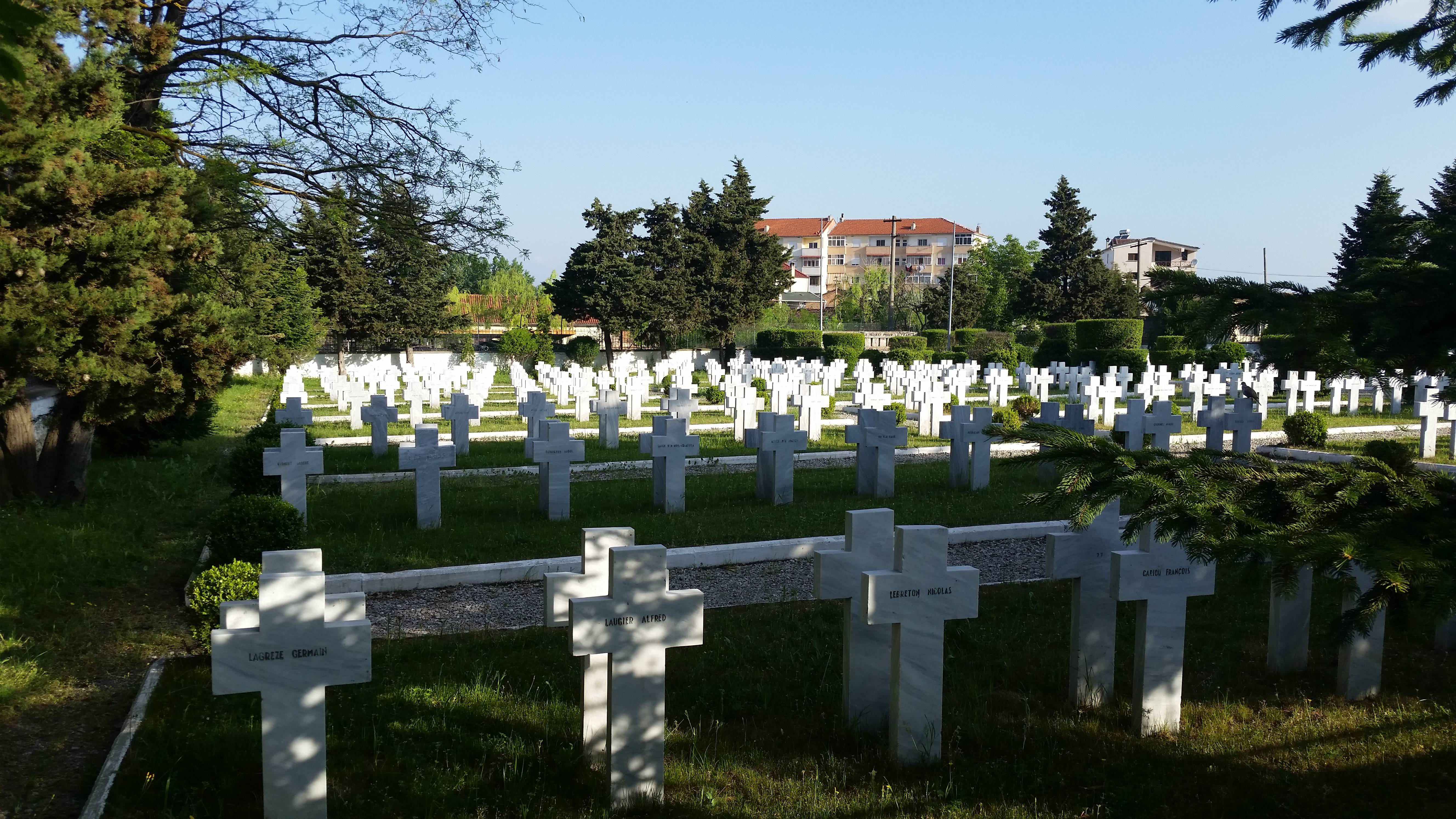
Vista de las cruces que componen el cementerio

El Cementerio Militar Francés es un cementerio militar ubicado en Korçë, Albania. En el cementerio hay 640 cruces que marcan las tumbas de soldados franceses que murieron en Albania durante la Primera Guerra Mundial.